# Repetek-Biosphärenreservat
Das Repetek-Biosphärenreservat ist ein 34.600 ha großes Biosphärenreservat in Turkmenistan, das sich im Südosten der Karakum-Wüste befindet. Es wurde zunächst 1912 als Forschungsstation gegründet und erlangte dann 1927 den Status eines Naturreservats. Es liegt 185–200 m über dem Meeresspiegel. Der Name stammt wahrscheinlich aus dem Arabischen („Rubshatakh“) und bedeutet übersetzt etwa „schmaler Raum mit frischem Wasser“.  Seine Landschaft ist trocken und von sich bewegenden Sanddünen, auch „Barachans“ genannt, geprägt. Das Gebiet ist eines der heißesten in Asien. In dem Reservat kommen an verschiedenen Arten 21 Bäume, 104 Gräser, ein Moos, 68 Bodenalgen und 197 Pilze vor. Es zeichnet sich insbesondere dadurch aus, dass 4,5 % der Fläche von dem schwarzen Saxaul bedeckt sind. Auch deshalb gilt es seit 1978 als UNESCO-Biosphärenreservat.

## Geschichte

### Bis 1927
In der Mitte des 19. Jahrhunderts baute Russland die Bahnstrecke Krasnovodsk-Chardjou in die trans-kaspische Region. Dabei standen die Ingenieure allerdings vor dem Problem von driftendem Sand. Deshalb baten sie die Russische Geographische Gesellschaft um Unterstützung. Diese kam der Bitte nach und begann 1910 mit der Einrichtung einer Kommission zur Erforschung von driftendem Sand. Diese gab die Empfehlung ab in der Nähe der Bahnstation Repetek eine Forschungsstation zu errichten, was im Frühjahr 1912 auch geschah. Von 1912 bis 1918 wurden von dort aus meteorologische Untersuchungen in der Karakum angestellt und Methoden zum Schutz von Bahnstrecken vor driftendem Sand entwickelt. In der zweiten Hälfte der 1920er wurden Expeditionen in die östliche Karakum ausgeführt um botanische Beobachtungen anzustellen. Am 27. Oktober erhielt das Gebiet dann den Status eines Naturreservats.

### Nach 1927
Nach der Ernennung zum Naturreservat zur Erforschung und der Erhaltung der Flora und Fauna des Gebiets wurden in den 1930ern zunächst Studien zum Wachstum von landwirtschaftlichen Pflanzen in trockenen Regionen durchgeführt. In den 1950ern wurde hauptsächlich an der Pflanzung und dem Wachstum von Bäumen, insbesondere bei Bahnstationen und -strecken geforscht. Es wurde somit das erste Wüstenreservat in der Sowjetunion. Zu diesem Zeitpunkt waren etwa 34 % aller dort lebenden Arten endemisch.  Von 1965 bis 1974 nahm das Reservat am Internationalen Biologischen Programm teil und erhielt so 1978 auch den Status als UNESCO-Biosphärenreservat. Im Jahr 1972 wurde ein Naturmuseum eröffnet, das den Besuchern die Möglichkeit bot zahlreiche Tiere und Insekten der Region zu betrachten. Dadurch war das Reservat in dieser Zeit sehr beliebt und wurde jährlich von 5000 Besuchern und Wissenschaftlern (200 aus dem Ausland) besucht. Außerdem wurden in den 1970ern die Forschungen bzgl. der Landwirtschaft wieder aufgenommen und es wurden Untersuchungen an über 1500 Pflanzen angestellt.

## Wetter
|                        | Jan  | Feb  | Mär  | Apr  | Mai  | Jun  | Jul  | Aug  | Sep  | Okt  | Nov  | Dez  |   |       |
| Mittl. Temperatur (°C) | 1,5  | 4,1  | 10,3 | 18,1 | 24,3 | 29,5 | 31,8 | 29,0 | 22,4 | 14,6 | 8,6  | 3,7  | ⌀ | 16,6  |
| Mittl. Tagesmax. (°C)  | 7,3  | 10,5 | 17,4 | 25,6 | 32,3 | 37,8 | 39,8 | 37,5 | 32,1 | 23,8 | 16,6 | 9,8  | ⌀ | 24,3  |
| Mittl. Tagesmin. (°C)  | −3,0 | −1,1 | 4,3  | 10,9 | 14,9 | 18,3 | 21,3 | 18,2 | 11,4 | 5,7  | 1,9  | −1,0 | ⌀ | 8,5   |
|                        |      |      |      |      |      |      |      |      |      |      |      |      |   |       |
| Niederschlag (mm)      | 19,0 | 14,0 | 27,0 | 20,0 | 9,0  | 1,0  | 0,2  | 0,2  | 0,4  | 5,0  | 10,0 | 17,0 | Σ | 122,8 |
|                        |      |      |      |      |      |      |      |      |      |      |      |      |   |       |
| Luftfeuchtigkeit (%)   | 69,0 | 63,0 | 54,0 | 46,0 | 33,0 | 24,0 | 23,0 | 24,0 | 31,0 | 43,0 | 57,0 | 69,0 | ⌀ | 44,6  |

| −3,0 |

| −1,1 |

| 4,3 |

| 10,9 |

| 14,9 |

| 18,3 |

| 21,3 |

| 18,2 |

| 11,4 |

| 5,7 |

| 1,9 |

| −1,0 |

| −3,0 |

| −1,1 |

| 4,3 |

| 10,9 |

| 14,9 |

| 18,3 |

| 21,3 |

| 18,2 |

| 11,4 |

| 5,7 |

| 1,9 |

| −1,0 |

| N i e d e r s c h l a g | 19,0 | 14,0 | 27,0 | 20,0 | 9,0 | 1,0 | 0,2 | 0,2 | 0,4 | 5,0 | 10,0 | 17,0 |
|                         | Jan  | Feb  | Mär  | Apr  | Mai | Jun | Jul | Aug | Sep | Okt | Nov  | Dez  |

## Flora und Fauna
Die Flora und Fauna, die im Repetek-Biosphärenreservat heimisch ist, war Thema zahlreicher Publikationen. In dem Gebiet sind nach heutigem Wissenstand ca. 1343 Arten heimisch, von denen 7 auf der Roten Liste aufgeführt sind.
Die in dem Repetek-Biosphärenreservat lebenden Spinnen werden größtenteils der sog. „Turanian-Desert-Species“ zugeordnet, die 58 Spezies beinhaltet.